# 朱鎮模 (1974年)
朱鎮模（韓語：주진모，1974年9月26日—），韓國男演員。2000年凭借电影《快乐到死》获得第37届电影大钟奖最佳男配角奖，2003年凭借电视剧《打击》获得SBS演技大赏最佳男演员奖，2007年凭《爱情》获得第28届青龙奖最受欢迎男演员奖並獲得最佳男演員獎提名，2008年主演古装电影《霜花店》获得2009年第45届百想艺术大赏电影类最佳男演员奖，2013年被台灣小說作家瓊瑤相中得以主演電視劇《花非花霧非霧》飾演齊遠一角，同年凭借电视剧《奇皇后》获得MBC演技大赏最優秀演技賞。
2019年，在《Big Issue》中飾演男主角韓碩柱，搭檔韓藝瑟。

## 影視作品

### 電視劇
| 年份   | 電視臺 | 劇名               | 角色          |
| 1999年 | KBS    | 悲傷的誘惑         | 辛俊良        |
| 2000年 | KBS    | 手足情深           | 李栋勋        |
| 2003年 | SBS    | 命運的搏擊         | 李汉新        |
| 2005年 | SBS    | 流行70             | 金東穎        |
| 2006年 | SBS    | 遊戲女王           | 李信鎮        |
| 2008年 | SBS    | 飛天舞             | 刘珍河/紫霞狼 |
| 2009年 | SBS    | Dream              | 南齊一        |
| 2013年 | MBC    | 奇皇后             | 王裕          |
| 2015年 | JTBC   | 親愛的恩東啊       | 池恩浩/朴賢秀 |
| 2016年 | MBC    | 拖旅行箱的女人     | 咸福居        |
| 2017年 | OCN    | 壞傢伙們：惡的都市 | 許日厚        |
| 2019年 | SBS    | Big Issue          | 韓碩柱        |

### 電視劇 （大陸地區）
| 年份   | 電視臺   | 劇名           | 角色 |
| 2013年 | 湖南衛視 | 花非花霧非霧   | 齊遠 |
|        |          | 亲爱的，对不起 |      |

### 電影
| 年份   | 片名                                 | 備註 |
| 1999年 |火舞豔陽 (Dance Dance)                        | 通過1500:1的招聘競爭中選定為男主角。                                                                                             |
| 1999年 | 快樂到死 (Happy End)                 | 與全度妍搭檔；成名作品；獲得大鐘獎最佳男配角獎。                                                                                 |
| 2000年 | 真相 (Real Fiction)                  | 金基德導演 2星期彩排，動用200分鐘一氣呵成完成拍攝的電影。                                                                        |
| 2001年 | 武士 (Wusa the Warrior)              | 與章子怡搭檔。 |
| 2001年 | (Wanee & Junah)                      | 與金喜善搭檔。 |
| 2004年 | 阿騙正傳                             | 與孔炯軫、宋善美、徐令姬 合演。                                                                                                  |
| 2006年 | 拼圖 (The Puzzle)                    | 與文成根、洪石天 合演。 |
| 2006年 | 醜女大翻身 (200 Pounds Beauty)       | 與金亞中搭檔。 |
| 2007年 | 愛情                                 | 與朴詩妍搭檔；入圍2007年第六屆大韓民國電影大獎-最佳男演員獎的候選人及2007韓國電影青龍獎最佳男主角候選人、獲青龍最佳人氣獎。      |
| 2008年 | 霜花店 (A Frozen Flower)             | 與趙寅成搭檔；挑戰「護衛與國王」的同性禁忌之愛；被列为限制级；獲2009年百想藝術大賞最佳男演員奬。                                 |
| 2010年 | 英雄本色：無敵者 (A Better Tomorrow) | 與宋承憲、金剛于、趙漢善搭檔主演；翻拍自1986年香港電影《英雄本色》。朱鎮模飾演脫北者金赫，影片試著窺視脫北者在現實中的男人世界。 |
| 2012年 | 咖啡：傾城之愛 (Gabi)                | 由朴喜洵、金素妍、柳善聯合主演；改編自因大熱電影《朝鮮名偵探：高山烏頭花的秘密》而著名的小說家金卓煥的又一力作《露西亞咖啡》。   |
| 2013年 | 朋友2                                | 友情演出；與劉五性、金宇彬搭檔；朱鎮模飾演李哲洙，是李俊硕的父亲。在60年代是非常得势、有领袖魅力的流氓。                         |

### 音樂劇
- 2015年：《亂世佳人》

### MV
- 1999年：《留下的愛情》
- 1999年：《But I'm Sorry》
- 2000年：《中毒的愛》

## 獲獎經歷
| 年度   | 大獎                        | 獎項                          | 作品                 | 結果 |
| ------ | --------------------------- | ----------------------------- | -------------------- | ---- |
| 2000年 | 第37屆大鐘獎                | 最佳男配角                    | 《快樂到死》         | 獲獎 |
| 2000年 | 第37屆大鐘獎                | 最佳新人獎                    | 《快樂到死》         | 提名 |
| 2000年 | 第36屆百想藝術大賞          | 電視部門最佳新人獎            | 《悲傷的誘惑》       | 提名 |
| 2000年 | KBS演技大賞                 | 新人獎                        | 《手足情深》         | 獲獎 |
| 2003年 | SBS演技大賞                 | 戲劇部門 男子演技賞           | 《打擊》             | 獲獎 |
| 2005年 | SBS演技大賞                 | 十大明星獎                    | 《時尚70》           | 獲獎 |
| 2005年 | SBS演技大賞                 | 特別企劃部門 男子演技賞       | 《時尚70》           | 提名 |
| 2006年 | SBS演技大賞                 | 男子演技賞                    | 《遊戲女王》         | 提名 |
| 2007年 | 第28屆青龍電影獎            | 最佳人氣獎                    | 《愛情》             | 獲獎 |
| 2007年 | 第28屆青龍電影獎            | 最佳男主角                    | 《愛情》             | 提名 |
| 2007年 | 第六屆大韓民國電影大獎      | 最佳男主角                    | 《愛情》             | 提名 |
| 2007年 | 韓國電影節                  | 最佳情侶獎 (與金亞中一同獲獎) | 《醜女大翻身》       | 獲獎 |
| 2007年 | 第43屆百想藝術大賞          | 電影部門 最佳人氣獎           | 《醜女大翻身》       | 提名 |
| 2008年 | 第44屆百想藝術大賞          | 電影部門 最佳人氣獎           | 《愛情》             | 提名 |
| 2009年 | 第45屆百想藝術大賞          | 電影部門 最佳男演員獎         | 《霜花店》           | 獲獎 |
| 2009年 | SBS演技大賞                 | 迷你系列劇男子演技賞          | 《夢想》             | 提名 |
| 2010年 | 第三届 Style Icon时尚偶像奖 | 电影男演员类 最佳时尚偶像奖   | 《英雄本色：無敵者》 | 獲獎 |
| 2011年 | 第47屆百想藝術大賞          | 電影部門 最佳人氣獎           | 《英雄本色：無敵者》 | 提名 |
| 2013年 | MBC演技大賞                 | 特別企劃部門男子最優秀演技賞  | 《奇皇后》           | 獲獎 |
| 2013年 | MBC演技大賞                 | 男子人氣賞                    | 《奇皇后》           | 提名 |
| 2013年 | MBC演技大賞                 | 最佳情侶賞(與河智苑一同獲獎)  | 《奇皇后》           | 提名 |
| 2014年 | 第三届大田電視劇節          | 男子最優秀演技賞              | 《奇皇后》           | 提名 |
| 2016年 | MBC演技大賞                 | 特別企劃部門男子最優秀演技賞  | 《拖旅行箱的女人》   | 提名 |

## 外部連結
- 官方网站（中文）
- 朱鎮模的Facebook專頁
- Daum.net （页面存档备份，存于）
- 朱鎮模個人微博 （页面存档备份，存于）（中文）
- 朱鎮模在互联网电影资料库（IMDb）上的資料（英文）（英文）